# Głęboczko
Głęboczko (kaszb. Jezoro Głãbòczkò) – jezioro wytopiskowe położone na Pojezierzu Bytowskim, w województwie pomorskim, w powiecie bytowskim. Jest zaliczane do jezior lobeliowych. Jezioro zajmuje obszar 20,5 ha, który objęty jest rezerwatem wodno-florystycznym Jezioro Głęboczko. Ochronie rezerwatu podlegają występujące tu stanowiska lobelii jeziornej, poryblinu jeziornego, wywłócznika skrętoległego, grążla żółtego, turzycy dzióbkowatej i nitkowatej oraz skrzypu bagiennego.